# 城关镇 (宁陕县)
城关镇，是中华人民共和国陕西省安康市宁陕县下辖的一个乡镇级行政单位。

## 行政区划
城关镇下辖以下地区：
城南社区、城北社区、汤坪社区、三星村、关一村、关二村、校场坝村、老城村、寨沟村、朱家嘴村、贾营村、旱坝村、瓦子沟村、青龙垭村、龙泉村、汤坪村、麻庄村、渔湾村、青草村、青龙村、八亩村、栗柞村、华严村、大坪村、柏杨村、狮子坝村、新民村、旬阳坝村、大茨沟村、七里沟村和月河村。